# Rivisondoli
Rivisondoli è un comune italiano di 670 abitanti della provincia dell'Aquila, in Abruzzo, noto centro turistico per la pratica degli sport invernali e le escursioni naturalistiche, compreso all'interno della comunità montana Alto Sangro e altopiano delle Cinquemiglia e del parco nazionale della Maiella.

## Geografia fisica

### Territorio
Rivisondoli si trova nella bassa provincia dell'Aquila, ai margini dell'altopiano del Prato e ai piedi del versante occidentale del monte Calvario, posto a circa 1300 m s.l.m.. A ovest del paese si trova il monte Pratello, al confine con i monti Marsicani, e a nord-est il territorio comunale raggiunge le pendici meridionali della Maiella, mentre a est confina con la zona degli altipiani maggiori d'Abruzzo.

### Clima
Nel febbraio del 1980, durante il periodo di Carnevale, nel centro abitato si registrò, durante la notte, la temperatura di −29 °C, mentre il 5 gennaio 2009 si raggiunsero i −30,6 °C. Tale valore di temperatura costituisce uno dei valori più bassi rilevati in Italia in un centro abitato.

## Storia

Il santuario della Madonna della Portella agli inizi del XX secolo

La presenza dell'uomo durante la preistoria è dimostrata da strumenti litici ritrovati nel territorio comunale e da tratti di mura poligonali (oggi non più visibili) che furono rinvenute in località Serra Castellaccio. Non sono stati ritrovati reperti che possano attestare la presenza di un abitato in età romana. La prima citazione storica di esso risale solo al 724 ed è rappresentata da un cenno contenuto nel Diploma di Grimoaldo II duca di Benevento, che fa riferimento a un Rigu Sundulum.
Tra la fine dell'XI secolo e l'inizio del XII, il paese andò acquistando la tipica fisionomia di borgo arrampicato, praticamente avvinghiato alla roccia, centrale rispetto alle aree coltivabili e alle zone adibite a pascolo che tornavano ad essere decisive per l'economia ed il progresso sociale del luogo, il quale, finita l'epoca delle invasioni, cominciava di nuovo a fiorire grazie alla ripresa della transumanza.
Il nucleo del borgo arroccato che sempre di più si sviluppò dal '300 in poi è ancora oggi evidente e presenta una struttura urbana raccolta, con edifici che s'affacciano su un sistema viario reticolare originario, fatto di stradine a scalinate che assecondano perfettamente il ritmo del pendio, e provvisto di un particolare tipo di cinta muraria (case a schiera).
Nacque in quel periodo la primitiva ed ormai scomparsa chiesa parrocchiale di Santa Maria a Fonte o dell'Ospedale. Essa si ergeva di fianco all'"albero della fonte", un olmo altresì non più esistente, che si riteneva prova dell'origine longobarda del comune, e alla piccola ma monumentale fontana che rappresenta l'unica superstite vestigia dell'antica parrocchia.
La storia del paese continuò più o meno tranquilla durante i secoli fino agli albori del '700, in cui si consolidò anche l'universitas, di tipo feudale (baronia), che appartenne ai Cantelmo di Popoli fino all'estinzione di questa grande famiglia. Il feudo venne poi alienato dagli eredi in via femminile di Giuseppe, l'ultimo dei Cantelmo, passando per lungo tempo da un "padrone" all'altro: prima ad Antonio Marchesano, poi a Pompeo Scala e da questi a Tarquinio Rosato che lo alienò al marchese Fabrizio Mellucci originario di Capua; quest'ultimo, dopo averlo acquistato nel 1623 per 18 000 ducati, fu costretto a venderlo ai Sardi di Sulmona, che governarono Rivisondoli fino all'epoca napoleonica.
La tranquilla vita del piccolo centro venne però turbata dal terremoto del 1703 e dal successivo sisma del 1706, che determinarono il crollo della gran parte delle costruzioni; nonostante ciò la popolazione non si perse d'animo e ricostruì il paese dalle fondamenta, dimostrando una determinazione che si manifestò anche dopo il rovinoso incendio del 1792 ed il catastrofico terremoto del 1915.
Un altro stravolgimento di non lievi proporzioni fu l'abolizione del regime feudale, che contribuì a liberare ulteriormente le forze produttive e l'intraprendenza della popolazione e a far virare l'economia della pastorizia transumante a quella della pastorizia stanziale, che favorì la nascita di un ceto di contadini e pastori agiati.
Tra la fine dell'800 e l'inizio del '900 cominciò un'altra fase ancora, con l'inserimento sulla ferrovia Sulmona-Isernia e l'arrivo di re Vittorio Emanuele e della sua famiglia, che nel 1913 furono ospitati nell'elegante edificio ottocentesco dell'"albergo degli Appennini", attualmente conosciuto come "residenza reale". La venuta dei reali contribuì a fare diventare Rivisondoli una delle più note stazioni sciistiche e favorì l'arrivo di sempre maggiori quote di turisti ed appassionati della montagna.

## Monumenti e luoghi d'interesse

### Architetture religiose
Chiesa parrocchiale di San Nicola di Bari

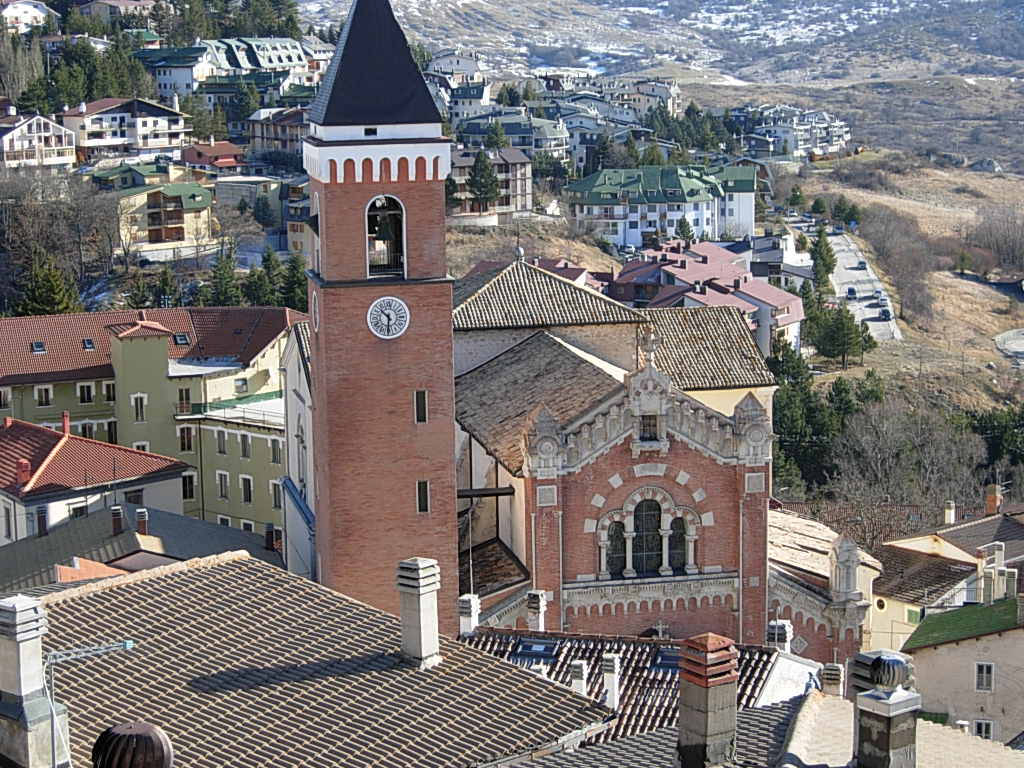
La chiesa di San Nicola di Bari

La chiesa parrocchiale, dedicata a san Nicola di Bari, è in stile neoromanico e venne costruita nel 1931, sopra una chiesa preesistente. Esternamente, è caratterizzata dal campanile e dalla facciata, nella quale si apre un'ampia trifora; internamente, presenta una pianta a croce latina con tre navate, e sono visibili alcune decorazioni in stucco barocche nella cupola e, nei transetti, altari in marmi policromi.
Santuario della Madonna della Portella

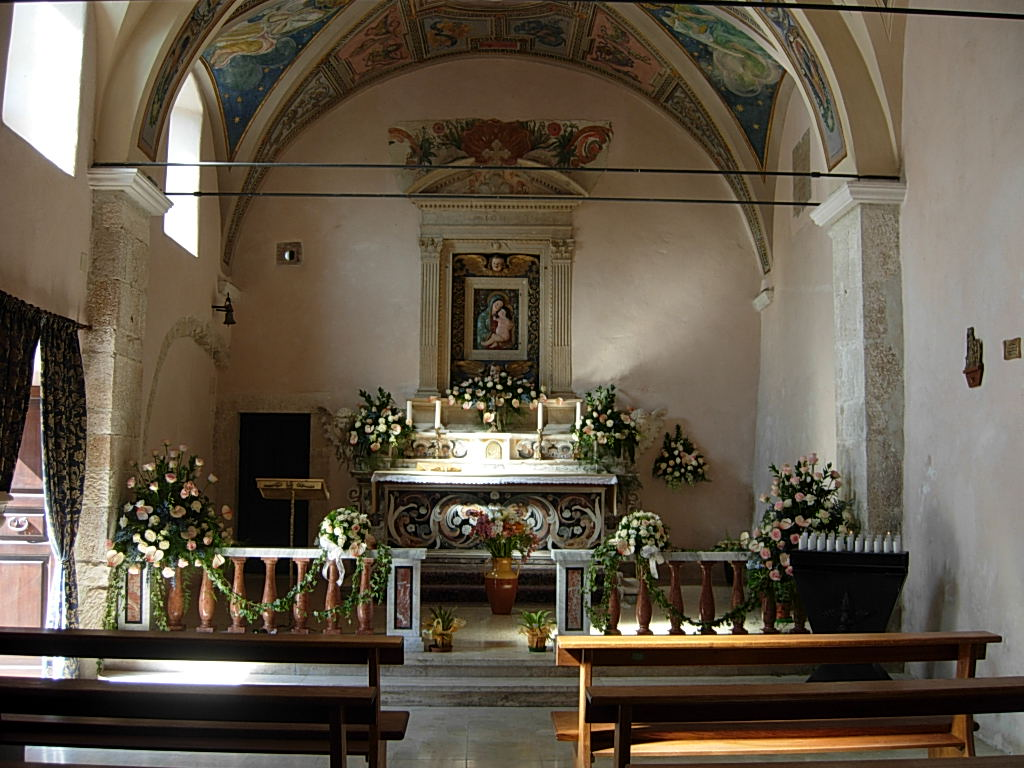
Interno del santuario della Madonna della Portella

Posto lungo la strada statale che conduce da Roccaraso a Rocca Pia, il santuario risale al 1589.

### Architetture civili
Palazzi presenti
Fra gli altri edifici di valore storico-architettonico vi sono alcune "case" e palazzi settecenteschi: Casa De Capite, Casa Torre, Casa Romito, Casa Caniglia, Casa Gasparri, Casa Notar Grossi e Casa delle Signorine Ferrara, quest'ultima situata al lato dell'antico teatro del paese; di spicco è poi il Palazzo Ferrara in via del Suffragio, appartenuto al gentiluomo Don Eugenio Ferrara, grande proprietario terriero e illuminato podestà di Rivisondoli nel periodo fascista. In tutti i casi, si tratta di edifici caratterizzati da portali con elementi anche molto particolari, incorniciati da fregi in pietra finemente lavorata e in alcuni casi anche da "vignali", tipici pianerottoli con scala prospicienti l'ingresso, e da balconi e terrazzini che fanno registrare la presenza di accurati lavori in ferro.

### Altro
Borgo fortificato
Ancora visibili sono le porte che consentivano l'accesso al borgo: la quattrocentesca porta Antonetta e la porta nei pressi di Palazzo Sardi, nonché la cosiddetta porta di mezzo.
Eventi bellici e tellurici, come il terremoto della Marsica, verificatosi nel 1915, hanno cancellato molte evidenze storico-artistiche, ma hanno risparmiato tuttavia importanti testimonianze architettoniche, quali il palazzo baronale, la settecentesca chiesa del Suffragio e la chiesa di Sant'Anna; quest'ultima, restaurata nel 2013, è la cappella annessa al palazzo baronale e internamente ospita un altare barocco in stucco.

## Società

### Evoluzione demografica
Abitanti censiti

## Cultura

### Musei
Rivisondoli possiede due musei civici: il museo civico dell'arte presepiale, dedicato alla tradizionale rappresentazione annuale del presepe vivente, nel quale sono esposti modellini di presepi e varie altre opere artistiche, realizzati da artisti locali, e il nuovo museo civico, attivo dal 2011, che contiene ulteriori opere del primo museo.

## Economia

### Allevamento
Per quanto riguarda l'allevamento, perlopiù di bovini, caratteristica è in paese la produzione della scamorza, un formaggio fresco a pasta filata.

### Turismo
Il turismo a Rivisondoli iniziò a svilupparsi subito dopo la venuta in paese dei reali d'Italia, nel 1913, incrementando notevolmente i suoi flussi dopo la seconda guerra mondiale, col consolidarsi della località come centro di vacanza estiva e stazione sciistica invernale. Gli impianti di risalita e le piste da sci di Monte Pratello formano con l'Aremogna e Pizzalto di Roccaraso il comprensorio sciistico Alto Sangro, tra i più importanti in Italia.

## Infrastrutture e trasporti

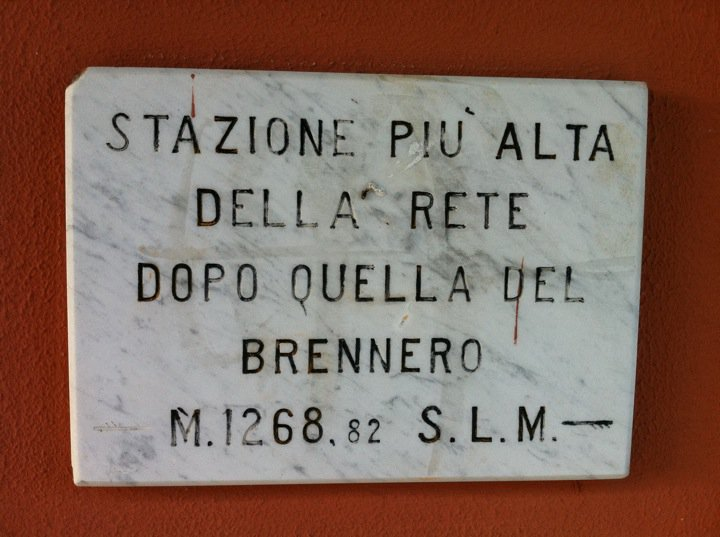
Targa altimetrica presso la stazione ferroviaria

La stazione di Rivisondoli-Pescocostanzo, posta lungo la ferrovia Sulmona-Isernia, è la più alta di tutto il tratto appenninico e la seconda d'Italia, dopo quella del Brennero. Nel 1968 è stata utilizzata come location del film Straziami ma di baci saziami, per ricreare la stazione ferroviaria del paesino immaginario di Sacrofante Marche.

## Amministrazione
| Periodo           | Periodo          | Primo cittadino          | Partito                                                                               | Carica                  | Note   |
| ----------------- | ---------------- | ------------------------ | ------------------------------------------------------------------------------------- | ----------------------- | ------ |
| 29 agosto 1983    | 27 giugno 1994   | Donato Ciampaglia        | Partito Socialista Italiano                                                           | Sindaco                 | [ 12 ] |
| 27 giugno 1994    | 14 novembre 1996 | Giuseppe Mascio          | Alleanza Nazionale                                                                    | Sindaco                 | [ 12 ] |
| 14 novembre 1996  | 28 aprile 1997   | Nunzio De Capite         | Alleanza Nazionale                                                                    | Vicesindaco             | [ 12 ] |
| 28 aprile 1997    | 5 settembre 2005 | Nunzio De Capite         | Lista civica di centro-destra                                                         | Sindaco                 | [ 12 ] |
| 27 settembre 2005 | 30 maggio 2006   | Massimo Aloisi           | –                                                                                     | Commissario prefettizio | [ 12 ] |
| 30 maggio 2006    | 4 ottobre 2021   | Roberto Ciampaglia       | Lista civica di centro-sinistra (2006-2011) Lista civica Dimensione Paese (2011-2021) | Sindaco                 | [ 12 ] |
| 4 ottobre 2021    | 30 luglio 2025   | Giancarlo Iarussi        | Lista civica Dimensione Paese                                                         | Sindaco                 | [ 12 ] |
| 30 luglio 2025    | in carica        | Maria Cristina Di Pietro | –                                                                                     | Commissario prefettizio | [ 1 ]  |

## Sport
Nel 2008 Rivisondoli ha ospitato la partenza dell'8ª tappa del Giro d'Italia di ciclismo, per la seconda volta, dopo l'arrivo e la partenza di due tappe del Giro d'Italia 1970.